# 倉知鉄吉

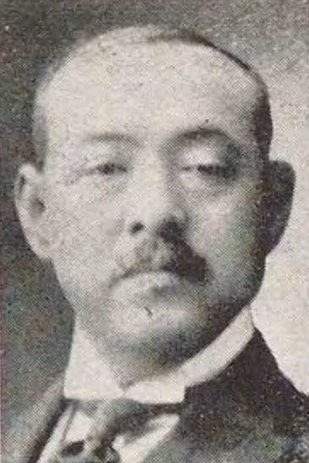
倉知鉄吉

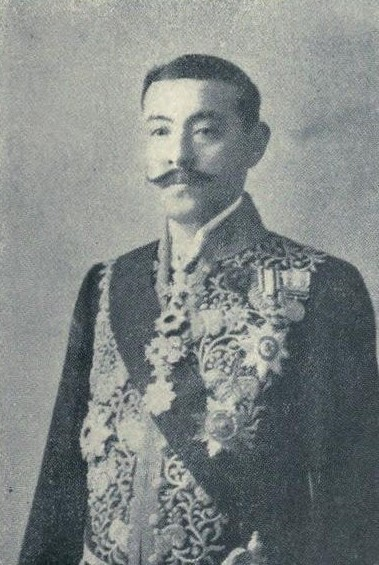
外務官僚時代

倉知 鉄吉（くらち てつきち、明治3年12月3日（1871年1月23日） - 昭和19年（1944年）12月22日）は、日本の外務官僚。貴族院勅選議員、錦鶏間祗候。実業家。

## 経歴
加賀藩士倉知行徳の長男として生まれる。第四高等学校を経て、1894年（明治27年）に東京帝国大学法科大学英法科を卒業した。内務属となったが、1897年（明治30年）に外務省参事官に転じ、ドイツ公使館書記官、統監府書記官などを歴任した。1908年（明治41年）、外務省政務局長に就任し、1912年（明治45年）には外務次官に昇進した。政務局長・次官在任中に日清協約、日露協約、韓国併合、条約改正などに関わった。
1913年（大正2年）に退官するとともに、貴族院勅選議員（2月13日）、錦鶏間祗候（2月14日）に任じられた。
同年、来日した孫文と会談した渋沢栄一が日中経済連携のために中国興業株式会社を設立すると副総裁に就任し、1914年（大正3年）に中日実業株式会社に改組した後も引き続き副総裁を務めた。1922年（大正11年）に中日実業株式会社の副総裁を退任したが、1939年（昭和14年）まで取締役に留まった。
また1911年（明治44年）、日露協会幹事に就任し、常任幹事、副会頭を歴任した。
その他、北海道炭礦汽船株式会社、錦華紡績株式会社、北樺太石油株式会社、金剛山電気鉄道株式会社、西鮮合同電気株式会社、太平洋海上火災保険株式会社などの取締役を務めた。墓所は青山霊園(1イ2-16)。

## 家族

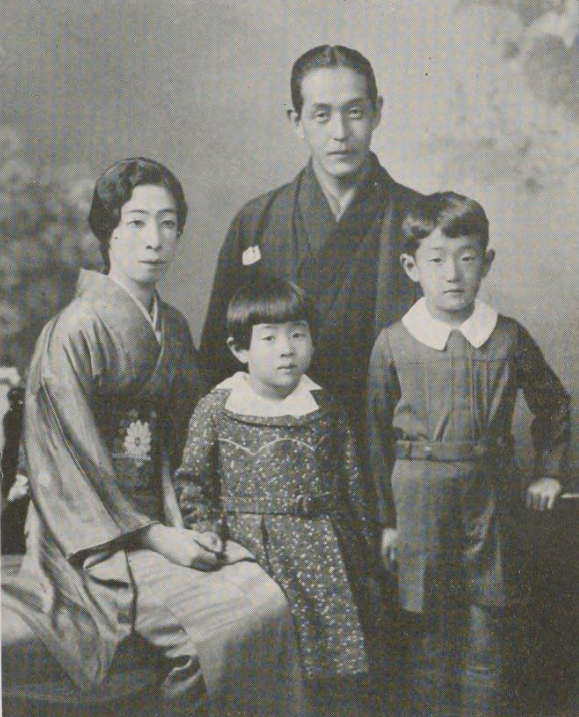
二女・英子とその家族

- 二女の英子は横浜電気社長・上野吉二郎の三男(養子)・上野芳三郎（慶應義塾卒、シトロエン自動車販売勤務）の妻[5][6]。
- 三女は洋画家の木下雅子（夫は洋画家・木下義謙）[7]。

## 栄典
位階
- 1910年（明治39年）5月30日 - 従五位
- 1912年（明治45年）7月1日 - 従四位[8]

勲章等
- 1904年（明治37年）5月20日 - 勲五等双光旭日章[9]
- 1906年（明治39年）4月1日 - 勲四等旭日小綬章
- 1907年（明治40年）9月14日 - 勲三等瑞宝章
- 1911年（明治44年）6月13日 - 勲二等旭日重光章[10]
- 1912年（大正元年）8月1日 - 韓国併合記念章[11]
- 1940年（昭和15年）8月15日 - 紀元二千六百年祝典記念章[12]

外国勲章佩用允許
- 1908年（明治41年）5月19日 - 大韓帝国勲二等太極章[13]